# Jesse Kramer
Pour les articles homonymes, voir Kramer.
Jesse Kramer, né le 19 octobre 2003 à Valkenswaard, est un coureur cycliste néerlandais. 

## Biographie
Jesse Kramer est formé au TWC de Kempen, un club basé sur ses terres natales de Valkenswaard. Lors de la saison 2021, il se révèle chez les juniors en obtenant diverses places d'honneur dans des courses internationales, sous les couleurs des Pays-Bas. Après ses performances, il intègre la réserve de l'équipe Jumbo-Visma en 2022,. Il est alors décrit comme un futur coureur de classiques, à l'aise dans les bosses et doté d'une petite pointe de vitesse. Pour ses débuts espoirs, il se classe troisième d'une étape du Tour Alsace et cinquième du Flanders Tomorrow Tour.
En 2023, il monte sur le podium final de l'Olympia's Tour, tout en ayant remporté la dernière étape et le classement du meilleur jeune. La même année, il finit troisième du championnat des Pays-Bas sur route espoirs, neuvième du Tour de Bretagne et de la Ster van Zwolle, ou encore dixième du Circuit des Ardennes. Il représente aussi son pays aux championnats d'Europe et aux championnats du monde espoirs, avec un rôle d'équipier.
Au printemps 2024, il brille de nouveau sur le Tour de Bretagne en terminant troisième du classement général, après avoir remporté la dernière étape.

## Palmarès et résultats

### Palmarès par année
- 2023
  - 5e étape de l'Olympia's Tour
  - 3e de l'Olympia's Tour
  - 3e du championnat des Pays-Bas sur route espoirs
- 2024
  - 7e étape du Tour de Bretagne
  - 3e du Tour de Bretagne

### Classements mondiaux
| Année                                 | 2022  | 2023 | 2024 |
| ------------------------------------- | ----- | ---- | ---- |
| Classement mondial                    | 1924e | 939e | 936e |
| UCI Europe Tour                       | 1238e | 667e | nc   |
|                                       |       |      |      |
| Légende : nc = non classéSource : UCI |       |      |      |